# Joseph Archer Crowe

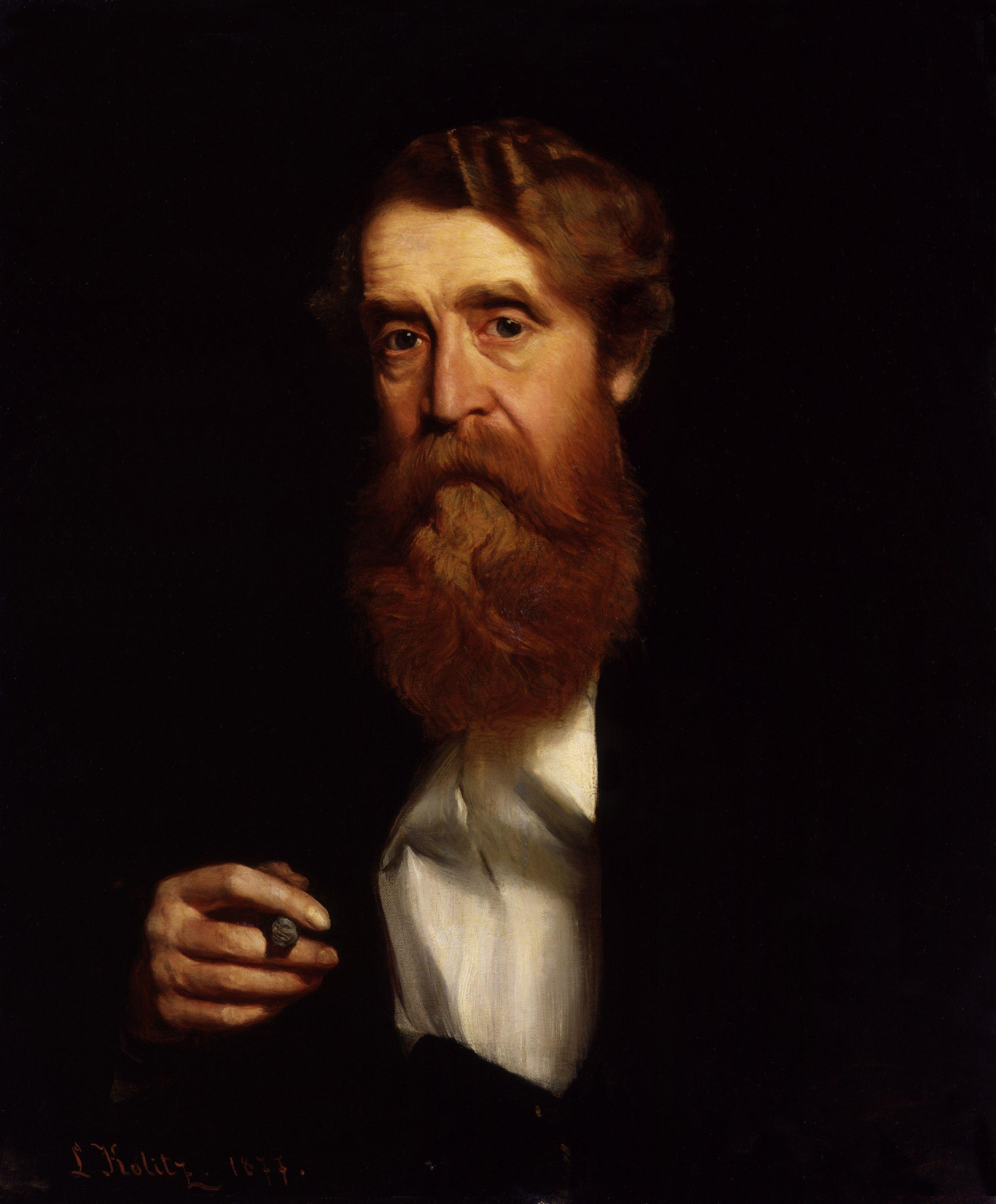
Sir Joseph Archer Crowe

Sir Joseph Archer Crowe (* 25. Oktober 1825 in London; † 6. September 1896 in Gamburg) war ein englischer Kunsthistoriker und Kunstschriftsteller, Illustrator, Aquarellist und Zeichner sowie Diplomat.

## Leben
Sein Vater Eyre Evans Crowe (1799–1868) war Journalist und Historiker.
Joseph Archer Crowe war Bruder des Malers Eyre Crowe und erhielt den ersten künstlerischen Unterricht 1836 in Paris bei Charles Etienne Brasseur, dann 1840 bei Paul Delaroche nebst seinem Bruder und kehrte 1853 nach London zurück. Nun wandte er sich der Schriftstellerei zu und schrieb für das Morning Chronicle und die Daily News.
Er studierte dabei die niederländische Kunst und besuchte zu dem Zweck 1846 Belgien und Köln, 1847 Berlin und Wien, sodann Norditalien, auf welcher Reise er in Deutschland mit Giovanni Battista Cavalcaselle zusammentraf.
Mit diesem gemeinschaftlich bearbeitete er in London das Werk The early Flemish painters, nach dessen Beendigung im Manuskript (1853) sie sofort mit den vorbereitenden Studien für die Geschichte der italienischen Malerei begannen.
Eine Unterbrechung fand dadurch statt, dass Crowe als Zeichner und Korrespondent 1853–56 in die Türkei und die Krim ging. Aus der Rückreise hielt er sich zum Studium der Kunst in Italien auf, und nach der Heimkehr ließ er die Geschichte der altniederländischen Malerei 1857 im Druck erscheinen (2. Aufl. London. 1875).
1857 ging Crowe als Direktor der Kunstschule nach Bombay, musste aber schon zwei Jahre später aus Gesundheitsrücksichten Indien verlassen, worauf er Korrespondent der Times für den französisch-italienisch-österreichischen Krieg wurde.
1860 ernannte ihn die britische Regierung zum Generalkonsul in Leipzig, 1872 in Düsseldorf. Neben seiner amtlichen und politischen Tätigkeit benutzte er seine Mußestunden und Urlaubsreisen dazu, die Kunst theoretisch und praktisch zu betreiben. Am 21. Mai 1890 wurde er als Knight Commander des Order of St Michael and St George geadelt.
Seine mit Cavalcaselle bearbeiteten Hauptwerke sind: die New history of painting in Italy (Lond. 1864–72, 6 Bde.; von Max Jordan ins Deutsche übersetzt, Leipzig 1869–76); The life of Titian (London 1876; deutsch von Jordan, Leipzig 1877) und Raphael (London 1883; deutsch von Karl Aldenhoven, Leipzig 1883).
einschränkt.
Er war mit Asta von Barby (1841–1908) verheiratet und der Vater von Eyre Crowe.